# Terrien (album de Julien Clerc)
 (mai 2021).
Pour les articles homonymes, voir Terrien.
Albums de Julien Clerc
Duos
(2019) Les Jours heureux
(2021)
Terrien est le vingt-sixième album studio de Julien Clerc, sorti le 12 février 2021 sur le label Play Two, composé pendant le confinement dû à la pandémie de Covid-19. 

## Liste des chansons
L'album est composé de 12 chansons :
| No  | Titre                 | Paroles                 | Musique      | Durée |
| --- | --------------------- | ----------------------- | ------------ | ----- |
| 1.  | Mon refuge            | Clara Luciani           | Julien Clerc | 3:10  |
| 2.  | Mademoiselle          | Didier Barbelivien      | Julien Clerc | 3:03  |
| 3.  | La Rose et le Bourdon | Vincha - Baptiste Hamon | Julien Clerc | 3:28  |
| 4.  | Comment tu vas ?      | Marie Bastide           | Julien Clerc | 3:20  |
| 5.  | Chaque                | Carla Bruni             | Julien Clerc | 2:41  |
| 6.  | Ma petite Terre       | Marc Lavoine            | Julien Clerc | 2:51  |
| 7.  | L'homme a nagé        | Clara Luciani           | Julien Clerc | 2:51  |
| 8.  | La Jeune Fille en feu | Jeanne Cherhal          | Julien Clerc | 3:27  |
| 9.  | Terrien               | Bruno Guglielmi         | Julien Clerc | 3:03  |
| 10. | Brexit                | Paul École              | Julien Clerc | 3:23  |
| 11. | L'Amour des gens      | Didier Barbelivien      | Julien Clerc | 3:23  |
| 12. | Automne               | Bernard Lavilliers      | Julien Clerc | 2:41  |

### CD "Édition collector limitée"
Le 21 mai 2021, Julien Clerc annonce une réédition de son album. En plus des 12 titres déjà présents, 6 maquettes piano-voix sont ajoutées.
| No | Titre                 | Durée |
| -- | --------------------- | ----- |
| 1. | Mon refuge            | 3:56  |
| 2. | Mademoiselle          | 2:50  |
| 3. | La Rose et le Bourdon | 3:46  |
| 4. | Comment tu vas ?      | 3:19  |
| 5. | L'homme a nagé        | 4:55  |
| 6. | La Jeune Fille en feu | 3:37  |

## Classements et certifications
| Classement (2021)            | Meilleure place |
| ---------------------------- | --------------- |
| Belgique (Wallonie Ultratop) | 1               |
| France (SNEP)                | 1               |
| Suisse (Schweizer Hitparade) | 15              |
| Suisse (Charts Romandie)     | 15              |

| Classement (2021)            | Position |
| ---------------------------- | -------- |
| Belgique (Wallonie Ultratop) | 40       |
| France (SNEP)                | 66       |

### Certification
| Région                                                           | Certification | Ventes/Streams |
| ---------------------------------------------------------------- | ------------- | -------------- |
| France (SNEP)                                                    | Or            | 50 000*        |
| *Ventes selon la certification xNon précisé par la certification |               |                |